# Placocheilus robustus
Placocheilus robustus е вид лъчеперка от семейство Шаранови (Cyprinidae).
Описан е за първи път от Zhang, He и Chen през 2002 г.